# Paradelphomyia (Oxyrhiza) nigrina
Paradelphomyia (Oxyrhiza) nigrina is een tweevleugelige uit de familie steltmuggen (Limoniidae). De soort komt voor in het Palearctisch gebied.